# Нейджъл Рио-Кокър
Найджъл Шола Андре Рио-Кокър (на английски: Nigel Shola Andre Reo-Coker) е английски професионален футболист, дефанзивен полузащитник. Той е играч на Астън Вила. Висок е 185 см. и тежи 78 кг. Рио-Кокър е играл за Уимбълдън и Уест Хем. През юли 2007 г. Астън Вила привлича халфа за 8,5 милиона паунда. Финалист в турнира за Купата на Англия през 2006 г. с Уест Хем. Рио-Кокър има 23 мача и 1 гол за младежкия национален отбор на Англия.